# Korruption i Sverige
Korruption i Sverige faller i den svenska brottsbalken bland annat under straffbestämmelser om korruptionsbrotten:
- Givande av muta (tidigare kallat "bestickning"), som är givarens brott, samt
- Mutbrott, som är korrumpering och mottagarens brott.

## Utbredning
Sverige har i internationella mätningar länge ansetts som ett relativt förskonat från korruption. I Transparency Internationals årliga undersökning om upplevd korruption rankades Sverige ha fjärde lägst korruption i världen 2011 såväl som 2021. År 2022 flyttades Sverige ned till en delad femteplats. Rättsväsende och demokratiska institutioner anses vara effektiva i kampen mot korruption, och svenska myndigheter kännetecknas av en hög grad av öppenhet, integritet och ansvar.
Det finns dock exempel på misstänkt eller konstaterad korruption inom både näringsliv och offentlig sektor. Transparency International har varnat för att neddragningar i journalisters såväl som myndigheters granskande verksamhet kan försvåra integritetarbete. En annan utmaning är att offentlig service i allt högre grad bedrivs av företag som inte har samma krav på transparens som myndigheter. Enligt svenska Institutet mot mutor är den som ger en muta vanligtvis man som jobbar i privat sektor. Den som tar emot mutan är oftast en man som jobbar med data, it och telekommunikation i offentlig sektor.
Internationellt har svenskt näringsliv förmedlat stora mutor till beslutsfattare i samband med ett antal uppmärksammade affärsuppgörelser, exempelvis till flertalet av de länder till vilka JAS 39 Gripen har sålts, samt Telia Soneras och Ericssons affärer i Östeuropa.
Sverige är ett litet land som präglas av en informell kultur, vilket gör det svårt med en skarp gränsdragning mellan vad som är personliga kontakter inom olika nätverk och det som kan uppfattas som vänskapskorruption eller maktmissbruk. Till exempel har personliga kontakter stor betydelse vid tillsättande av tjänster.
Svenska myndighetschefer utses av regeringen, vilket bland annat Transparency International menar medför risker för korruption. Särskilt tydligt blir detta då många av de som utses till myndighetschefer har någon form av politisk bakgrund. Sedan 1980-talets början har dock andelen myndighetschefer som har politisk bakgrund minskat, från över hälften till en knapp tredjedel 2010. Organisationen pekade 2012 på svagheter inom svenska politiska partier och bristen på insyn i deras finansiering. Av de institutioner som granskades var det endast riksdagens ombudsmän som fick full poäng. Den offentliga sektorn fick lägst poäng och kritiserades för att inte prioritera korruptionsbekämpning tillräckligt mycket. Organisationen kritiserade även kommuner som fällts i domstol för att ha brutit mot lagen i samband med en upphandling och sedan trotsat domslutet.
Det är ovanligt att mutbrott prövas i domstol i Sverige, i genomsnitt prövas 20 rättsfall om året.:2m43s År 2021 åtalades 61 personer för mutbrott i Sverige, varav 55 dömdes.

## Uppmärksammade fall

### Inom Sverige
- De provisioner som butikschefer under systembolagshärvan erhöll av leverantörer, avslöjade 2003, och som ledde till flera åtal och uppsägningar.[14]
- Falckmålet eller klottermålet i Stockholm, avslöjat 2002–2003.
- Muthärvan i Göteborg, avslöjad 2010.
- Korruption inom svensk kriminalvård, avslöjad 2010.
- Korruptionshärvan vid Statens fastighetsverk, avslöjad 2017.[15]
- Ett ovanligt och uppmärksammat mål var fallet "Musikmiddagarna" (2014–2020) med Föreningen Svenska Tonsättare (FST) och Sveriges kompositörer och textförfattare (SKAP) som avgjordes i Högsta domstolen,[16] och som handlade om hur man får bjuda offentligt anställda på tillställningar.[13] Processen startade 2014 efter ett reportage i radioprogrammet Kaliber "Stimpirater och funny money"[17] som handlade om att delar av ersättningen som FST samlade in gick till att arrangera en årlig julmiddag med politiker och tjänstemän från kultursektorn bland gästerna, vilket fick Riksenheten mot korruption att inleda en förundersökning mot sju personer.[13] De inblandade friades i tingsrätten, fälldes i hovrätten, och friades i högsta domstolen.[13]

### Med svenska företag och produkter
- Boforsaffären, en mycket uppmärksammad händelse då Bofors anklagades för att ha använt sig av mutor under 1980-talet. Det kan dock ofta vara svårt i internationell affärsverksamhet att dra gränsen mellan konsultarvoden eller försäljningsprovisioner och korruption; detta var en av anledningarna till att förundersökningen lades ner.
- Stora dolda belopp har överförts från förre delägaren i Saab 39 Gripen, BAE Systems, till beslutsfattare i Tjeckien, Ungern och Sydafrika, till vilka planet exporterats eller hyrts ut.[18] År 2011 medgav SAAB att 24 miljoner rand hade betalats från partnern BAE Systems till företaget Sanip, och vidare till en sydafrikansk konsult, men Saab nekar för att man hade haft kännedom om överföringen.[19]
- Teliasonera och dess Uzbekiska dotterbolag Ucell är sedan 2012 under förundersökning av svenska och amerikanska åklagare för anklagelser om mutor och penningtvätt i samband med förvärvet av deras 3G-licens i Uzbekistan.[20] Under dessa undersökningar, som bland annat involverar diktatorsdottern Gulnara Karimova, har hundratals miljoner franc frysts i schweiziska och svenska banker.[21][8]
- Ericsson Microwave (idag Saab Electronic Defense Systems) överförde stora dolda belopp till grekiska beslutsfattare 2000–2001 efter landets beställning av radarövervakningssystemet Erieye.[22]
- Ericsson överförde stora korruptiva betalningar till beslutsfattare inom mobiloperatörer och myndigheter i Mellanöstern och Nordafrika 1997–2007